# نام ایتالیا
ریشه‌شناسی نام ایتالیا موضوع بازسازی زبان‌شناسان و مورخان بوده است. ملاحظات خارج از بازسازی خاص زبانی نام، مجموعه‌ای غنی از راه حل‌ها را تشکیل داده است که یا با افسانه (وجود پادشاهی به نام ایتالوس) مرتبط هستند یا در هر صورت به شدت مشکل ساز هستند (مانند ارتباط نام با درخت انگور، vitis در لاتین).
یک نظریه این است که این نام از واژهٔ Italói گرفته شده است، اصطلاحی که یونانیان باستان با آن قبیله‌ای از سیکول‌ها را که از تنگه مسینا عبور کرده بودند و در منتهی الیه شبه‌جزیره ایتالیایی در نزدیکی کاتانزارو امروزی ساکن بودند، تعیین می‌کردند. گواه این واقعیت است که مردم یونان باستان که کالابریای کنونی را با ادغام با مردمان از قبل موجود مستعمره کرده بودند، خود را ایتالیوتس، یعنی ساکنان ایتالیا می‌نامیدند. این گروه از مردم ایتالیا شبیه گوساله (vitulus، در لاتین) را می‌پرستیدند و بنابراین این نام به معنای «ساکنان سرزمین گوساله‌ها» است. در هر صورت، معلوم است که در دوران باستان، این نام حاکی از بخشی بود که در منتهی الیه جنوب شبه جزیره ایتالیا قرار داشت.
نام ایتالیا در اصل فقط به نوک چکمه ایتالیایی اطلاق می‌شد. با گذشت زمان، نام «ایتالیا» بیشتر و بیشتر به سمت شمال گسترش یافت تا اینکه در زمان رومیان به آلپ رسید و مترادف با کل منطقه جغرافیایی ایتالیا شد.

نقشه قومی زبانی ایتالیا در عصر آهن، پیش از گسترش روم در ایتالیا

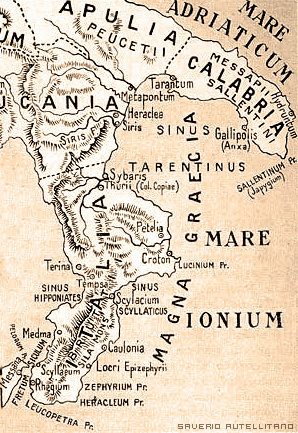
ایتالیا از نظر یونانیان باستان، مطابق با کالابریای فعلی

## تاریخ
Italia، نام باستانی شبه‌جزیره ایتالیا، که همچنین جمهوری مدرن است، در اصل فقط در بخشی از ایتالیای جنوبی وجود داشت.
بنا به گفته آنتیوخوس سیراکیوز، این منطقه فقط قسمت جنوبی شبه جزیره بروتیم (کالابریا مدرن) را در بر می‌گرفت: در واقع استان رجیو کالابریا و بخشی از استان کاتانزارو و ویبو ولنتیا. شهر کاتانزارو دارای یک تابلوی جاده ای (به ایتالیایی) است که این واقعیت را نیز بیان می‌کند.
اما در این زمان اونوتریا و ایتالیا مترادف شدند و این نام در بیشتر مناطق لوکانیا نیز وجود داشت. سکه‌هایی با نام Víteliú در اوسک توسط اتحادی از اقوام ایتالیایی (سابین، سامنیت، اومبریان و دیگران) ضرب شده که در قرن اول قبل از میلاد با رم رقابت می‌کنند.